# Juan Lindo
Juan Nepomuceno Fernández Lindo y Zelaya (n. Tegucigalpa, Honduras, 16 de maio de 1790 — Gracias, Honduras, 23 de abril de 1857) foi um político hondurenho que chegou à Presidência da República de El Salvador (1841-1842) e de Honduras (1847-1852).
Nasceu no seio de uma família rural. Em 1814, obteve o grau de licenciado em Direito na Universidade de San Carlos de Guatemala. Após a independência da América Central, foi Intendente da Província de Comayagua (1821). Juan Lindo foi um dos que impulsionaram a anexação das Províncias Centro-americanas ao Império Mexicano de Agustín de Iturbide.
Eleito deputado da Assembleia Legislativa de Honduras em 1826. Em 1827, apoiou o conservador José Justo Milla, quem derrubou o Chefe do Estado de Honduras, Dionisio de Herrera. Foi deputado da Assembleia Constituinte convocado em junho de 1838, onde representou os interesses do partido conservador. Ocupando seu cargo na Assembleia, promoveu a separação de Honduras da Federação centro-americana, em outubro de 1838.
Em 1840, viajou a El Salvador, onde, com o apoio do general Francisco Malespín, foi designado Secretário de Estado, de outubro de 1840 a janeiro de 1841, posteriormente foi eleito Chefe Provisório do Estado de El Salvador, de 7 de janeiro a 20 de junho de 1841 e Presidente do Estado de 28 de junho de 1841 a 1 de fevereiro de 1842. Durante seu governo, El Salvador se separou formalmente da Federação centro-americana e emitiu o decreto de fundação da Universidade de El Salvador.
Em 1842, regressou a Honduras e se estabeleceu em Comayagua. Em 12 de fevereiro de 1847, foi eleito Presidente Constitucional, cargo que ocupou até 4 de fevereiro de 1848. Nesse mandato criou a Universidade do Estado de Honduras (hoje UNAH) e promulgou uma nova Constituição. De acordo com esta, Lindo foi eleito para um novo período, que concluiu em 1 de fevereiro de 1852.
Nessa segunda administração, Lindo formou uma aliança com o presidente de El Salvador, Doroteo Vasconcelos, para declararem guerra ao governo da Guatemala, que era presidido por Rafael Carrera. As tropas aliadas invadiram o território guatemalo, mas foram derrotados por Carrera na Batalha de La Arada, em 2 de fevereiro de 1851. No fim de seu período, entregou a presidência ao general José Trinidad Cabañas e se retirou do cenário político, estabelecendo-se na cidade de Gracias, no departamento de Lempira, onde faleceu.